# Deine Juliet
Deine Juliet (Originaltitel The Guernsey Literary and Potato Peel Pie Society) ist ein historisches Filmdrama von Mike Newell, das am 9. August 2018 in die deutschen Kinos kam.

## Handlung
Die aufgeschlossene Journalistin Juliet Ashton aus London reist 1946 auf die britische Insel Guernsey im Ärmelkanal, nachdem sie einen Brief von einem recht eigenartigen Mann namens Dawsey Adams erhalten hat, der dort lebt. Während des lebhaften Briefwechsels hat sie erfahren, dass dort während der deutschen Besetzung im Zweiten Weltkrieg ein Buchclub namens Club der Guernseyer Freunde von Dichtung und Kartoffelschalenauflauf gegründet wurde. Juliet hat beschlossen, über diesen Club zu schreiben. Sie lernt die Bewohner kennen und spricht mit ihnen über deren Erfahrungen im Krieg. Dabei erfährt sie ein Geheimnis, vor dessen Bekanntwerden sich die Mitglieder des Clubs fürchten. Außerdem muss sich Juliet zwischen der Liebe zu ihrem Verlobten Mark und Dawsey entscheiden.

## Literarische Vorlage
Deine Juliet basiert auf dem historischen Roman The Guernsey Literary and Potato Peel Pie Society der US-amerikanischen Autorin Mary Ann Shaffer. Nach einer erfolglosen Recherche zu einer anderen Biografie hatte Shaffer im Urlaub am Flughafen Guernsey festgesessen und im Buchladen dort mehrere Werke zur deutschen Besetzung der Inseln im Zweiten Weltkrieg gelesen. Nachdem sie das Buch eigentlich schon 2006 fertiggestellt hatte, verlangte ihr Verlag weitreichende Änderungen, die sie jedoch aufgrund ihres schlechter werdenden Gesundheitszustandes nicht vornehmen konnte. Daher gab sie die Aufgabe an ihre Nichte Annie Barrows weiter. Letztlich wurde das Buch 2008 veröffentlicht. In Deutschland erschien der Roman unter dem Titel Deine Juliet und dem Zusatz Club der Guernseyer Freunde von Dichtung und Kartoffelschalenauflauf.

## Produktion und Hintergrund

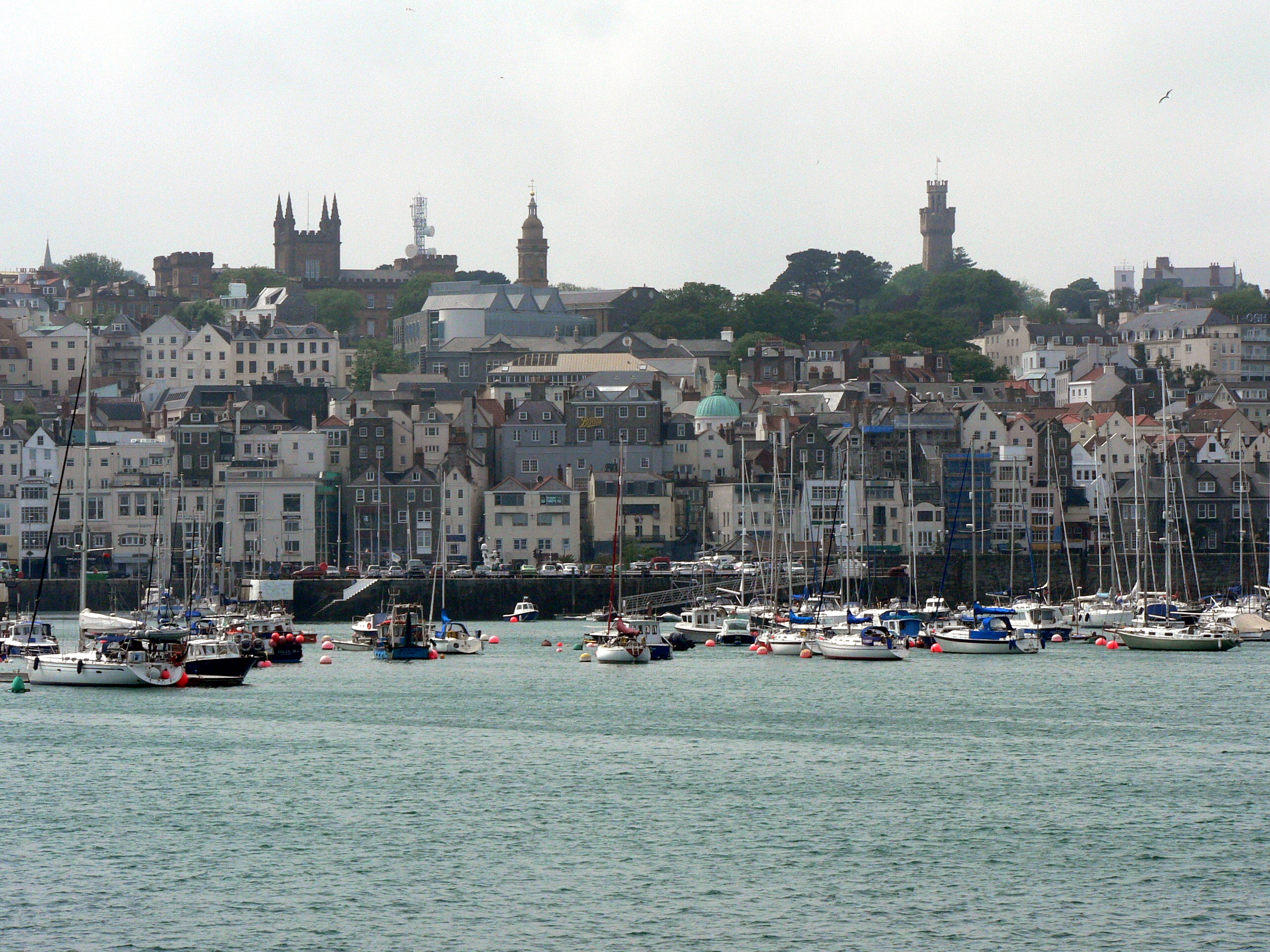
Der Hafen von Saint Peter Port

Regie führte Mike Newell. Shaffers und Barrows’ Roman wurde von Thomas Bezucha und Don Roos für den Film adaptiert.
Im Oktober 2016 wurde bekannt, dass Lily James im Film eine Rolle erhalten hatte. Sie spielt Juliet Ashton. In der deutschen Synchronisation leiht ihr Giuliana Jakobeit ihre Stimme.
Die Kanalinseln waren das einzige Gebiet des Britischen Weltreichs, das während des Zweiten Weltkriegs von der deutschen Wehrmacht besetzt wurde. Die Handlung spielt zum Teil in London und vor allem auf Guernsey, der zweitgrößten der britischen Kanalinseln, die auch der Romanvorlage ihren Namen gab und deren Haupthandlungsort ist, und am Hafen von deren Hauptstadt Saint Peter Port. Tatsächlich gefilmt wurde allerdings nur in England, nicht auf Guernsey selbst. Außenaufnahmen entstanden an der Rectory Farm in Morwenstow in Cornwall und an der Küste des Ortes. Andere Aufnahmen entstanden an den Saunton Sands in dem Fischerdorf Clovelly, einem UNESCO-Biosphärenreservat, das mehr als einmal historische Kulisse für die Film- und Musikszene war, und Innen- und Außenaufnahmen in der Stadt Bideford in Devon. Weitere Außenaufnahmen entstanden am London Charterhouse. Die Dreharbeiten fanden von März bis Mai 2017 statt.
Die Filmmusik wurde von Alexandra Harwood komponiert. Der Soundtrack zum Film, der 18 Musikstücke umfasst, wurde am 18. Mai 2018 von Decca Classics als Download veröffentlicht.
Mitte Mai 2017 wurden erste Setfotos von Lily James aus dem Film veröffentlicht. Im April 2018 folgte ein erster deutscher Trailer.
Der Film feierte am 9. April 2018 in London seine Premiere und kam am 20. April 2018 in die Kinos im Vereinigten Königreich. Ein Kinostart in Deutschland erfolgte am 9. August 2018.

## Rezeption

### Kritiken

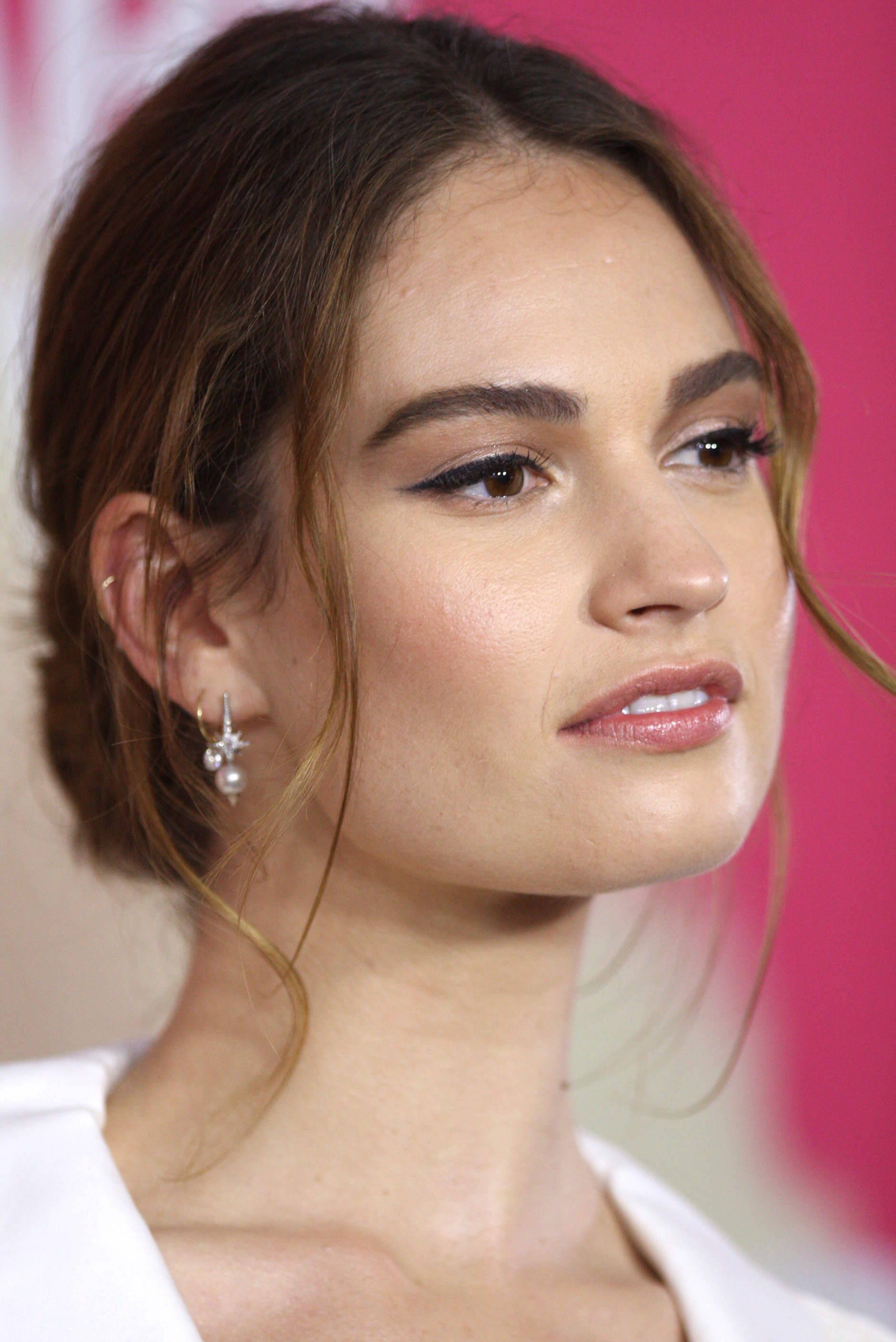
Lily James, hier wenige Wochen nach Beendigung der Dreharbeiten, ist im Film in der Titelrolle von Juliet zu sehen

Der Film wurde bislang von 81 Prozent der Kritiker bei Rotten Tomatoes eher positiv bewertet.
Die Filmkritikerin Antje Wessels erklärt, der Regisseur Mike Newell widme sich zu gleichen Teilen den dramatischen, den komischen und den amourösen Aspekten seiner Geschichte, und verzettele sich dabei nur ganz zum Schluss ein wenig: „Stilsicher und ohne Effekthascherei inszeniert Newell sowohl niederschmetternde Momente wie jenen, in dem eine Mutter vom Verlust ihrer Tochter erfährt, als auch amüsante Frauengespräche zwischen Juliet und ihrer neuen Freundin Isola (Katherina Parkinson), die absolut alles über Juliets Männergeschichten wissen will. Auch das zurückhaltende Kennenlernen zwischen der Autorin und dem alleinerziehenden Dawsey gerät zunächst angenehm unaufgeregt und besteht lediglich aus verspielten Blicken und kurzen Berührungen.“
Birgit Roschy von epd Film meint, Juliet sei eine unerwartet emanzipierte Heldin, verletzlich und doch unbeirrt ihren Instinkten folgend. Dennoch entkomme die Inszenierung nicht immer dem Kitsch: „Die Love Story ist dünn, die zentrale Figur der Elizabeth wird zur Heiligen hochstilisiert und das Happy End ist überzuckert. Andererseits setzt Newell [...] die sich abzeichnenden Tragödien ansprechend dezent ins Bild.“
Susanne Ostwald nennt in der Neuen Zürcher Zeitung Newell einen „Meister der Zwischentöne“. Im Film sei „das Zusammenspiel sich widerstreitender Absichten und Ansichten, Emotionen und Erzählungen fein austariert“. Ihr Fazit lautet: „Es ist ein wunderschöner Film, der die Menschlichkeit feiert.“

### Einspielergebnis
In Deutschland verzeichnet der Film 130.304 Besucher.